# Bumbacco Trophy
Bumbacco Trophy je hokejová trofej pro vítěze západní divize Ontario Hockey League. Tato trofej je udělována od sezóny 1994–95 a byla pojmenována po Angelovi Bumbaccovi, bývalém prezidentovi Sault Ste. Marie Greyhounds.

## Vítězové Bumbacco Trophy
| Sezóna  | Tým                         |
| ------- | --------------------------- |
| 2017/18 | Sault Ste. Marie Greyhounds |
| 2016/17 | Sault Ste. Marie Greyhounds |
| 2015/16 | Sarnia Sting                |
| 2014/15 | Sault Ste. Marie Greyhounds |
| 2013/14 | Sault Ste. Marie Greyhounds |
| 2012/13 | Plymouth Whalers            |
| 2011/12 | Plymouth Whalers            |
| 2010/11 | Saginaw Spirit              |
| 2009/10 | Windsor Spitfires           |
| 2008/09 | Windsor Spitfires           |
| 2007/08 | Sault Ste. Marie Greyhounds |
| 2006/07 | Plymouth Whalers            |
| 2005/06 | Plymouth Whalers            |
| 2004/05 | Sault Ste. Marie Greyhounds |
| 2003/04 | Sarnia Sting                |
| 2002/03 | Plymouth Whalers            |
| 2001/02 | Plymouth Whalers            |
| 2000/01 | Plymouth Whalers            |
| 1999/00 | Plymouth Whalers            |
| 1998/99 | Plymouth Whalers            |
| 1997/98 | London Knights              |
| 1996/97 | Sault Ste. Marie Greyhounds |
| 1995/96 | Detroit Whalers             |
| 1994/95 | Detroit Junior Red Wings    |